# Cucumis ritchiei
Cucumis ritchiei là một loài thực vật có hoa trong họ Cucurbitaceae. Loài này được (C.B.Clarke) Ghebret. & Thulin mô tả khoa học đầu tiên năm 2007.